# Wappen Ägyptens
Das Nationalwappen Ägyptens ist der Adler Saladins und ist gleichzeitig das Emblem der Nationalflagge und in dieser Form seit dem 4. Oktober 1984 in Gebrauch.
In den Fängen trägt der Adler Saladins ein Schriftband mit dem arabischen Namen Ägyptens: Dschumhūriyyat Misr al-ʿarabiyya / جمهوريّة مصرالعربيّة / ‚Arabische Republik Ägypten‘. Der Adler trägt auf seiner Brust ein Schild das Flaggenbild – allerdings in vertikaler statt horizontaler Einteilung. Noch nach dem Ende der Vereinigten Arabischen Republik 1961 trug der Adler stattdessen bis 1971 zwei Sterne an dieser Stelle. Zwischen 1972 und 1984 wurde der Adler im Rahmen der Föderation Arabischer Republiken durch den Falken der Quraisch ersetzt.

Sultanat Ägypten, 1914–1922
Königreich Ägypten, 1923–1953
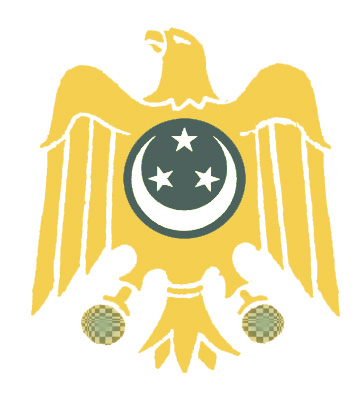
Republik Ägypten, 1953–1958
Vereinigte Arabische Republik, 1958–1971
Arabische Republik Ägypten in der Föderation Arabischer Republiken, 1972–1977 und 1977–1984